# Sauber C5
La Sauber C5, chiamata anche Sauber-BMW C5, è una vettura da competizione realizzata dalla Sauber appartenente alla categoria dei prototipi di Gruppo 6. Partecipò con la squadra di Peter Sauber a due edizioni della 24 ore di Le Mans nel 1977 e 1978.